# John Jändel

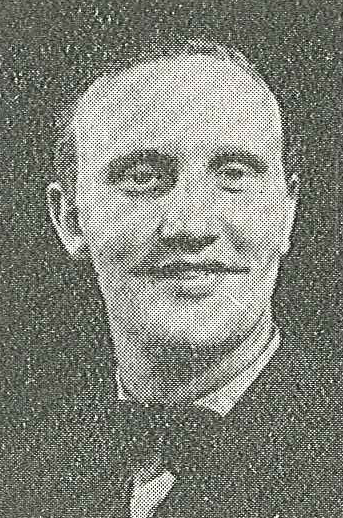
John Jändel i början av 1940-talet.

John Alfred Jändel, född 8 juli 1911 i Karlskrona, död 25 december 1979, var en svensk musiker (kontrabas). Han utvandrade till USA 1957.
Jändel medverkade i en del radioprogram med Povel Ramel på 1940-talet.

## Filmografi
- 1940 – Kyss henne! - basist
- 1940 – Lillebror och jag - basist i Arne Hülphers orkester
- 1941 – Stackars Ferdinand - basist
- 1943 – Fångad av en röst - kontrabasist
- 1946 – Klockorna i Gamla Sta'n - basist
- 1947 – Här kommer vi - kontrabasist